# Italochrysa nigrovenosa
Italochrysa nigrovenosa är en insektsart som beskrevs av Shinji Kuwayama 1970. Italochrysa nigrovenosa ingår i släktet Italochrysa och familjen guldögonsländor. Inga underarter finns listade i Catalogue of Life.